# 북위 38도선 (드라마)
《북위 38도선》은 1984년 6월 24일에 방영된 문화방송 6.25 특집 드라마로, 38도선이 확정되기까지의 국내외적 배경과 그 과정을 다큐멘터리 형식으로 극화하였다.

## 등장 인물
- 최불암
- 이영후
- 김웅철 : 김정일 역